# H-I
H-I 또는 H-1는 미국이 저작권을 갖고 있는 고체부스터와 1단 엔진, 일본의 2/3단 엔진으로 구성된 인공위성 발사용 액체연료기반의 소형로켓이다. N-1/2의 후속이다. 상징적인 면에서, 한국으로 치면 나로호에 해당한다. H-I는 1986년과 1992년 사이 아홉 번 발사되었다. 후에 일본 자국산 로켓인 H-2로 대체되었다. H-2는 기술적인 안정화에 실패하였다. 결국 미국산 부품 등을 다시 도입하여 기술적으로 완성도를 높였고, 이 발사체가 H-2A/B이다.
H-I의 1단 엔진은 원래 미국이 델타 1000을 위해 개발했던 토르-ELT(로켓다인 LR-79)엔진이었다. N-I 로켓과 N-II 로켓에 사용 중이었다. 2단 엔진은 일본이 독자 개발한 LE-5 엔진을 사용했다. 정지 천이 궤도로 위성을 보내기 위해서는 닛산에서 개발한 UM-129A 고체로켓모터를 3단으로 사용했다. 위성의 무게에 따라서 6개 또는 9개의 미국 캐스터 고체로켓모터를 부스터로 사용하였다.

## 발사 기록
| 날짜/시간 (GMT)       | 번호  | 탑재체               | 궤도 | 결과            |
| --------------------- | ----- | -------------------- | ---- | --------------- |
| 1986년 8월 12일 20:45 | 15(F) | EGP (아지사이)       | LEO  | 부스터 9개, 2단 |
| 1987년 8월 27일 09:20 | 17(F) | ETS-5 (키쿠 5호)     | GTO  | 부스터 9개, 3단 |
| 1988년 2월 19일 10:05 | 18(F) | CS-3A (사쿠라-3A)    | GTO  | 부스터 9개, 3단 |
| 1988년 9월 16일 09:59 | 19(F) | CS-3B (사쿠라-3B)    | GTO  | 부스터 9개, 3단 |
| 1989년 9월 5일 18:11  | 20(F) | GMS-4 (히마와리 4호) | GTO  | 부스터 6개, 3단 |
| 1990년 2월 7일 01:33  | 21(F) | MOS-1B (모모-1B)     | LEO  | 부스터 9개, 2단 |
| 1990년 8월 28일 09:05 | 22(F) | BS-3A (유리-3A)      | GTO  | 부스터 9개, 3단 |
| 1991년 8월 25일 08:40 | 23(F) | BS-3B (유리-3B)      | GTO  | 부스터 9개, 3단 |
| 1992년 2월 11일 01:50 | 24(F) | JERS-1 (후요 1호)    | LEO  | 부스터 9개, 2단 |

## 같이 보기
- 델타 (로켓)
- H-II
- H-IIA
- 토르 (로켓)